# Albert Müller (Entomologe)

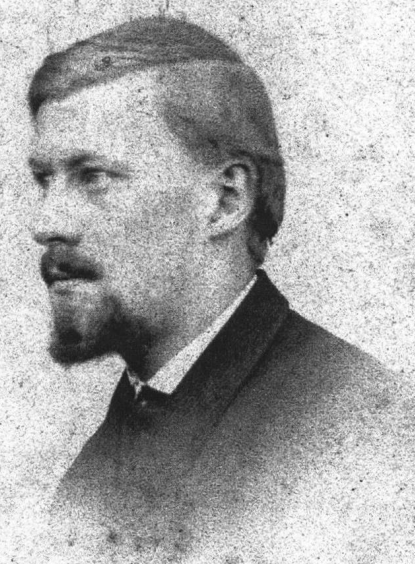
Albert Müller (1865)

Albert Müller (* 21. Januar 1844 in Basel; † 16. Dezember 1922 ebenda) war ein Schweizer Entomologe (Insektenforscher). Er war der erste Direktor des Basler Zoos und der erste Konservator für Entomologie am Naturhistorischen Museum Bern.

## Leben
Geboren 1844 in Basel, wuchs Müller in schwierigen Verhältnissen auf und interessierte sich schon früh für Insekten. Als siebzehnjähriger Kaufmannslehrling trat er der Schweizerischen Entomologischen Gesellschaft bei. Als Zwanzigjähriger zog er nach London, verfasste dort autodidaktisch erste entomologische Publikationen und wurde in die Royal Entomological Society aufgenommen.
1874 erhielt Müller die Stelle als erster Direktor des neu gegründeten Basler Zoos, wurde aber nach Streitigkeiten schon nach wenigen Monaten wieder freigestellt. Daraufhin betrieb er in Basel ein entomologisches Beratungsbüro, bis er 1879 als Konservator für Entomologie an das Naturhistorische Museum Bern berufen wurde. Auch diese Stelle übte er nicht lange aus: Neben Konflikten mit der Museumskommission und Mitarbeitenden litt er ab 1880 auch unter einer Verschlechterung seiner psychischen Gesundheit, die ihn 1881 zum Rücktritt zwang.
Mit der Diagnose «paranoide Schizophrenie» wurde Müller im Februar 1881 in die Irrenabteilung des Basler Bürgerspitals aufgenommen, wo er 1922 verstarb.